# Ferocactus
Ferocactus Britton & Rose è un genere di piante succulente appartenenti alla famiglia delle Cactaceae (sottofamiglia Cactoideae, tribù Cacteae).
Il nome del genere (descritto da Britton e Rose nel loro classico lavoro "The cactaceae" pubblicato in quattro volumi tra il 1919 e il 1923) deriva dalla parola ferox (feroce) e cactus, in riferimento alle spine molto dure e taglienti.

## Descrizione
La pianta si presenta di forma globosa per poi diventare cilindrica in età adulta (anche se alcune specie rimangono globose o globose-schiacciate). In athabitnatura le piante possono misurare dai circa 30 cm. di altezza e diametro di Ferocactus viridescens, fino ad arrivare eccezionalmente ad altezze di 4 metri e 80 cm. di diametro (Ferocactus diguetii).
Le spine sono forti, dure, diritte, più o meno uncinate all'apice, di colore rosso, rosso-marrone o gialle.
I fiori che si formano all'apice della pianta sono di forma campanuliforme variamente colorati dal rosso al giallo, arancioni o viola. 

## Distribuzione e habitat
L'areale dei Ferocactus comprende principalmente il Messico, in particolar modo la Baja California ed alcune sue isole, e si estende anche nelle aree desertiche degli Stati Uniti, specificatamente in California, Arizona, Nevada, Nuovo Messico, Texas e Utah.

## Tassonomia
Originariamente quasi tutte le specie erano classificate nell'allora vasto genere Echinocactus poi successivamente furono distaccate da esso per alcune differenze nei fiori, nei frutti e nei semi.
Attualmente al genere Ferocactus vengono ascritte le seguenti specie:

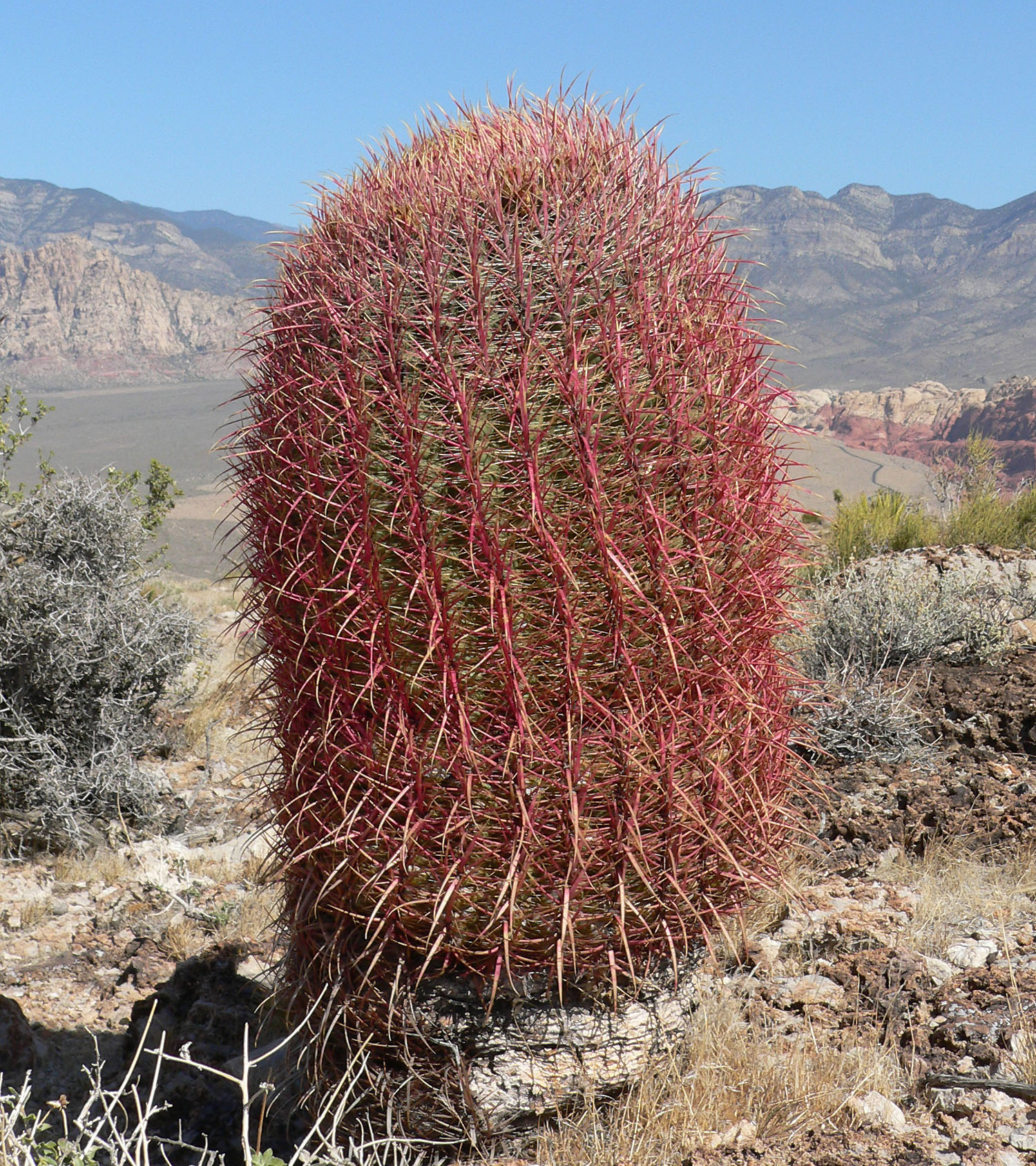
Ferocactus cylindraceus

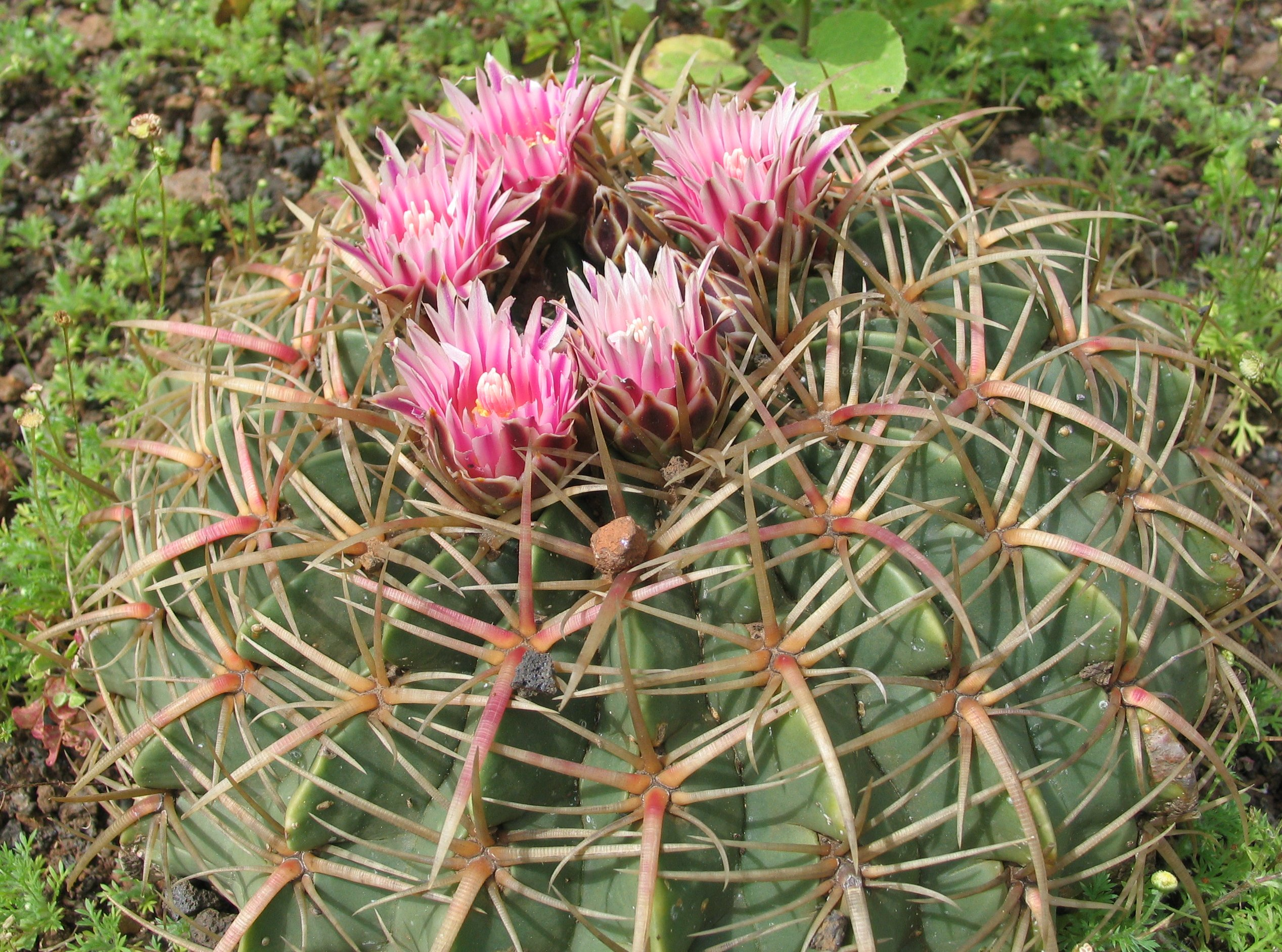
Ferocactus macrodiscus

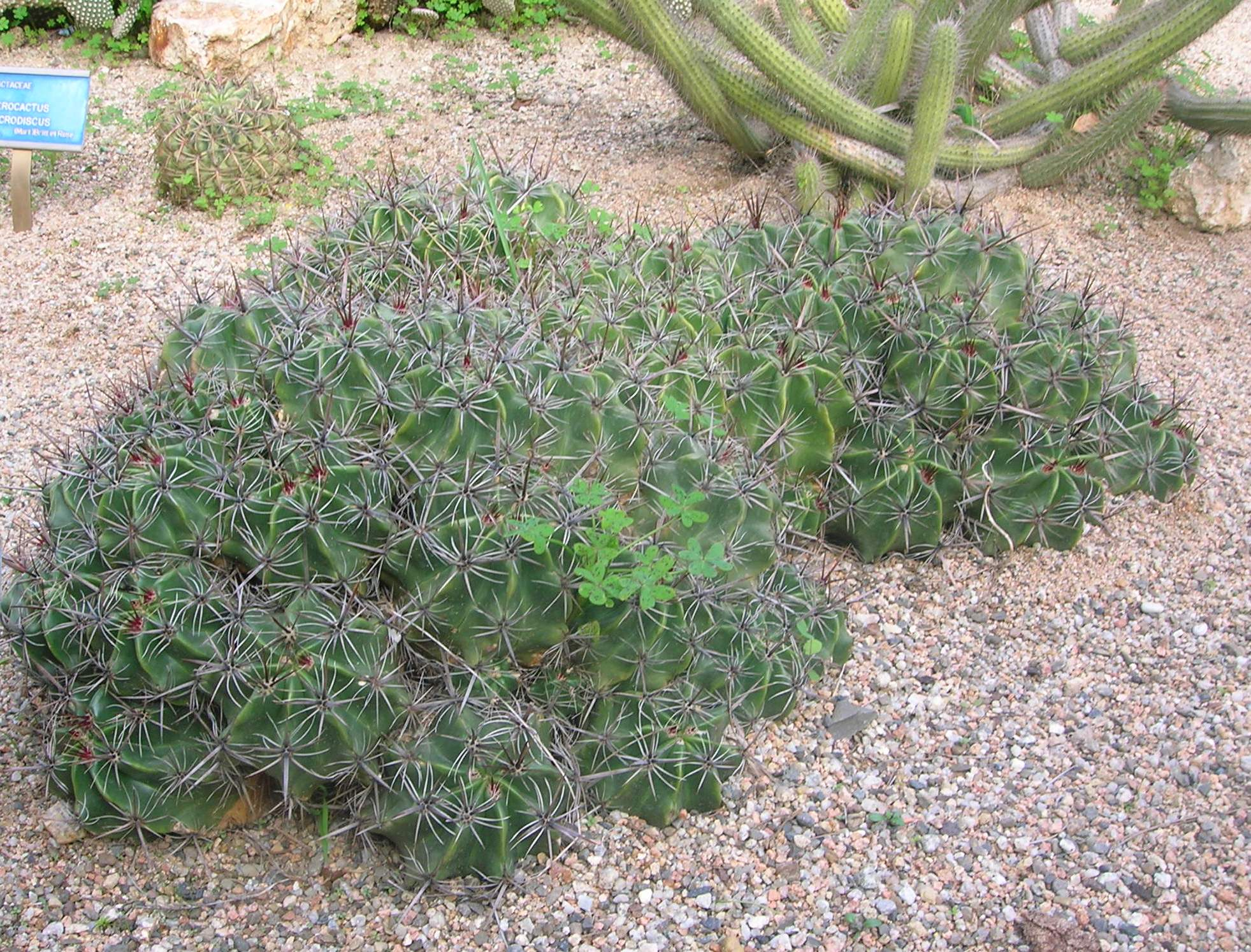
Ferocactus robustus

- Ferocactus alamosanus (Britton & Rose) Britton & Rose
- Ferocactus chrysacanthus (Orcutt) Britton & Rose
- Ferocactus cylindraceus (Engelm.) Orcutt
- Ferocactus diguetii (F.A.C.Weber) Britton & Rose
- Ferocactus echidne (DC.) Britton & Rose
- Ferocactus emoryi Orcutt
- Ferocactus flavovirens (Scheidw.) Britton & Rose
- Ferocactus fordii (Orcutt) Britton & Rose
- Ferocactus glaucescens (DC.) Britton & Rose
- Ferocactus gracilis H.E.Gates
- Ferocactus haematacanthus (Monv. ex Salm-Dyck) Bravo ex Backeb. & F.M.Knuth
- Ferocactus hamatacanthus (Muehlenpf.) Britton & Rose
- Ferocactus herrerae J.G.Ortega
- Ferocactus histrix (DC.) G.E.Linds.
- Ferocactus johnstonianus Britton & Rose
- Ferocactus latispinus (Haw.) Britton & Rose
- Ferocactus lindsayi Bravo
- Ferocactus macrodiscus (Mart.) Britton & Rose
- Ferocactus mathssonii (A.Berger ex K.Schum.) N.P.Taylor
- Ferocactus peninsulae (F.A.C.Weber) Britton & Rose
- Ferocactus pilosus (Galeotti ex Salm-Dyck) Werderm.
- Ferocactus pottsii (Salm-Dyck) Backeb.
- Ferocactus robustus (Karw. ex Pfeiff.) Britton & Rose
- Ferocactus santa-maria Britton & Rose
- Ferocactus schwarzii G.E.Linds.
- Ferocactus tiburonensis (G.E.Linds.) Backeb.
- Ferocactus townsendianus Britton & Rose
- Ferocactus uncinatus (Galeotti) Britton & Rose
- Ferocactus viridescens (Torr. & A.Gray) Britton & Rose
- Ferocactus wislizeni (Engelm.) Britton & Rose

## Coltivazione
I Ferocactus sono piante robuste ed amanti del sole in grado di sopportare anche parecchi mesi di siccità. In coltivazione molte specie non possono raggiungere le dimensioni dei luoghi d'origine ma con un appropriato metodo di coltura ed una adeguata esposizione, si possono ottenere piante sane, di ragguardevoli dimensioni, con spine robuste e in grado di giungere a fioritura.